# Stephen Christian
Stephen Christian (nascido em 28 de julho, 1976) é um cantor e compositor norte-americano, mais conhecido por seu trabalho como vocalista da banda de rock alternativo Anberlin. Ele, junto com seus companheiros de banda, criaram o Anberlin em 2002, após o fim do seu grupo anterior, conhecido como SaGoh 24/7. Também é um dos principais compositores da banda, junto com Joseph Milligan.
Anberlin possui cinco álbuns lançados, "Blueprints for the Black Market", "Never Take Friendship Personal", "Cities", "New Surrender" e "Dark is the Way Light is a Place". Anberlin também lançou um álbum de compliação, "Lost Songs", e Stephen também possui um projeto solo acústico, sobre o nome de "Anchor & Braille", cujo álbum de estréia "Felt" produzido por Aaron Marsh foi agendado para estrear em 4 de Agosto de 2009, mesmo estando completo em 2008. Também é o fundador do "Wood Water Records" o qual também é o lar do "Anchor & Braille". Stephen escreveu um livro, "The Orphaned Anything's" (aparentemente sem tradução para o português) que teve sua versão online no início de 2008. Em Janeiro de 2014, Anberlin anúnciou o fim da banda e realizou uma turnê de encerramento, passando por São Paulo.

## Vida pessoal
Stephen Christian nasceu em Kalamazoo, Michigan Estados Unidos. Stephen cursou no Winter Haven High School junto com seus colegas de banda, Deon Rexroat e Joseph Milligan. Através de uma competição na escola, os três formaram a banda SaGoh 24/7, que eventualmente se tornou o Anberlin. O irmão mais novo de Stephen, Paul foi uma influência para algumas músicas da banda. Graduou-se na University of Central Florida, possuindo bacharelado em psicologia. Stephen reside atualmente em Los Angeles, California.
Stephen foi um dos fundadores do "Faceless International" junto com dois amigos, Seth Cain e Sarah Freeman. A organização é focada na luta contra o tráfico humano e escravismo moderno. O grupo organiza e participa de viagens humanitárias para áres que necessitam de ajuda. 
O pai de Stephen trabalhava numa organização sem fins lucrativos, denominada "American Medical Relief" que supria com equipamento médico os países do terceiro mundo. Em uma entrevista ao "myMag", Stephen relembra de uma viagem ao México com seu pai, onde viram pessoas vivendo em caçambas de lixo, a procura de restos de comida. O pai de Stephen possuia planos para construir um hospital onde era o depósito de lixo, e que segundo Stephen foi onde a primeira semente foi plantada. O envolvimento de Stephen com o "American Medical Relief " e outras organizações sem fins lucrativos o fizeram querer ajudar. Ele cursou a universidade com planos de trabalhar para "Habitat for Humanity" ou UNICEF, mas Anberlin foi criada um mês após sua formatura. Suas experiências nessa área (humanitária) foi a inspiração para diversas músicas da banda, como "Burn Out Brighter (Northern Lights)".

## Discografia
- SaGoh 24/7 - Servants After God's Own Heart (1999), vocal
- SaGoh 24/7 - Then I Corrupt Youth (2001), vocal
- Anberlin - Blueprints for the Black Market (2003), vocal
- Anberlin - Never Take Friendship Personal (2005), vocal
- Anberlin - Cities (2007), vocal
- Anberlin - Lost Songs (2007), vocal
- Anberlin - New Surrender (2008), vocal
- Anberlin - Dark is The Way Light is a Place (2010), vocal
- The Human Flight Committee - Oh, When The Animals Unionize (2008) vocalista convidado na música "Russian * We're Barely Moving"
- Anchor & Braille - Felt (2009), vocal, todas as músicas;
- Craig Owens - With Love EP (2009) participação como vocal em "Products of Poverty"
- Anchor & Braille - The Quiet Life(2012), vocal, todas as músicas
- Esteban Tavares - Smokers in Airplanes EP (2013), vocal, música Follow

## Livros
- The Orphaned Anything's